# داسو فالکون

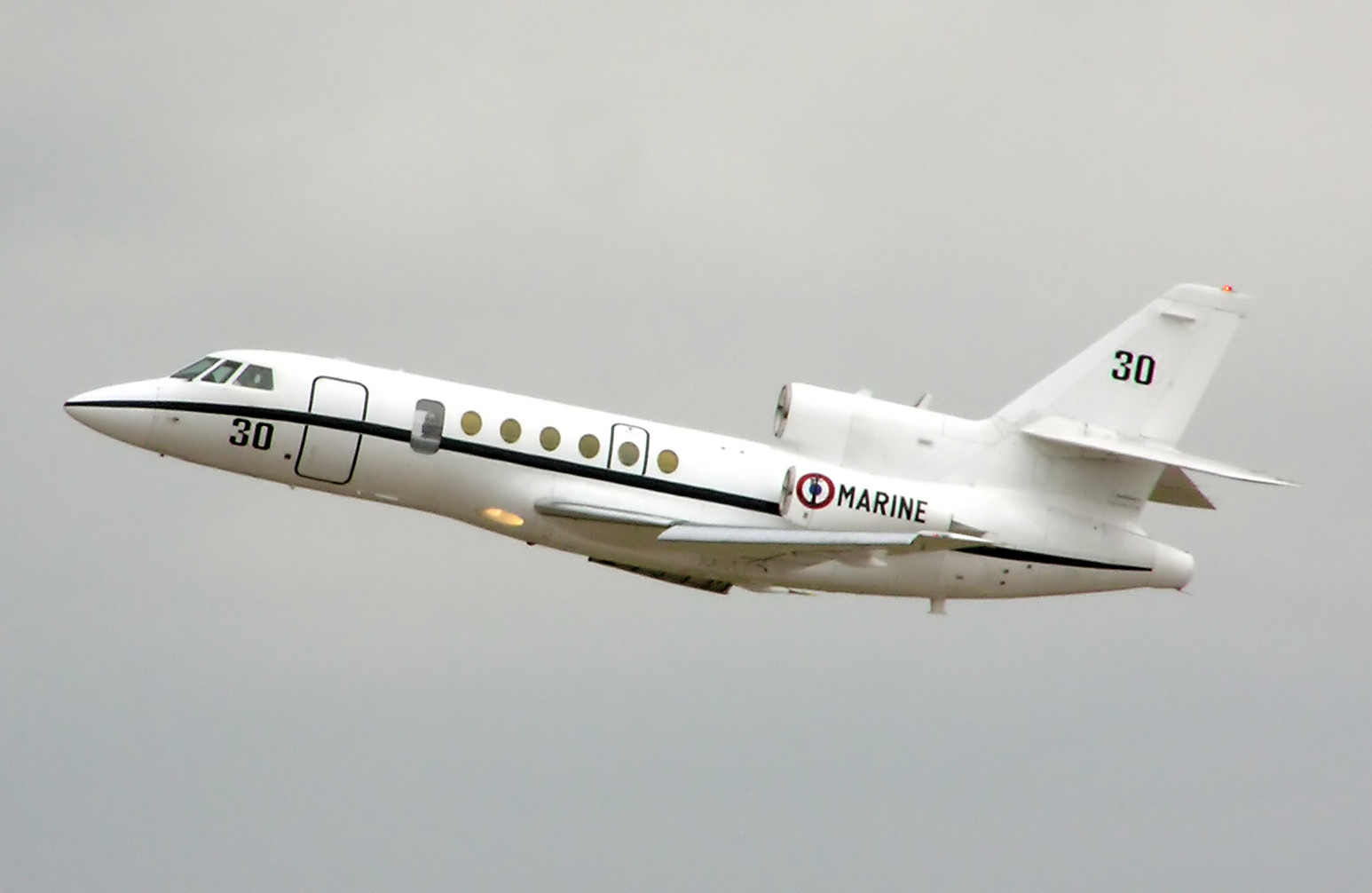
داسو فالکون ۵۰م متعلق به نیروی دریائی فرانسه

داسو فالکون خانواده‌ای از هواپیماهای جت تجاری است که فرانسوی شرکت هوانوردی داسو آن را می‌سازد. مدل‌های قبلی این خانواده در فرانسه «میسترال» نام داشتند و نام «فالکن» برای مدل‌های صادراتی آن به‌کار می‌رود.
مدل‌های مختلف این هواپیما دارای دو یا سه موتور جت است.
تعدادی هواپیما از این خانواده (از جمله فالکن-۲۰) در ایران موجود است که پس از انقلاب ۱۳۵۷ خورشیدی به خدمت نیروهای مسلح در آمده‌اند.

## منبع
مشارکت‌کنندگان ویکی‌پدیا. «Dassault Falcon». در دانشنامهٔ ویکی‌پدیای انگلیسی، بازبینی‌شده در ۲۱ ژانویه ۲۰۰۸.